# OK K.O.!
OK K.O.! (OK K.O.! Let's Be Heroes), è una serie televisiva animata statunitense del 2017, creata da Ian Jones-Quartey e prodotta da Cartoon Network Studios.
La serie è basata sull'episodio pilota Lakewood Plaza Turbo, andato in onda durante il Cartoon Network Shorts Department del 2013. La webserie è stata presentata in anteprima sul canale YouTube di Cartoon Network e su Cartoon Network Video il 4 febbraio 2016.
Il 9 marzo 2017, quasi quattro anni dopo l'episodio pilota originale, Cartoon Network ha annunciato che era in produzione la serie televisiva. La sequenza di apertura è stata creata dall'artista storyboard Hiroyuki Imaishi, cofondatore della Trigger.
La serie è stata trasmessa per la prima volta negli Stati Uniti su Cartoon Network dal 1º agosto 2017 al 6 settembre 2019, per un totale di 112 episodi ripartiti su tre stagioni. Il 6 agosto 2019, Jones-Quartey ha annunciato che Cartoon Network ha deciso di non rinnovare la serie per un'altra stagione.
Un adattamento italiano è stato trasmesso su Cartoon Network dal 27 novembre 2017 al 16 febbraio 2020. In seguito sono stati resi disponibili, per un periodo limitato, 30 episodi della prima stagione e 36 della seconda sulla piattaforma streaming TIMvision.

## Trama
Ambientata nell'anno retro-futuristico 201X, la serie segue le vicende di K.O., un bambino che si sforza continuamente di diventare il più grande eroe del mondo mentre lavora alla Bottega di Gar, negozio di attrezzature per eroi facente parte del centro commerciale Lakewood Plaza Turbo, gestito dal Signor Gar. Accanto a lui ci sono i suoi migliori amici e collaboratori Radicles, un alieno narcisista, ed Enid, un'adolescente ninja.

## Episodi
| Stagione         | Episodi | Prima TV USA | Prima TV Italia |
| ---------------- | ------- | ------------ | --------------- |
| Prima stagione   | 52      | 2017 - 2018  | 2017 - 2018     |
| Seconda stagione | 40      | 2018 - 2019  | 2018 - 2019     |
| Terza stagione   | 20      | 2019         | 2020            |
| Corti            | 13      | 2016-2017    | 2017            |

## Personaggi

### Personaggi principali
- K.O. (stagioni 1-3), voce originale di Stephanie Nadolny e Courtenay Taylor, italiana di Gabriele Patriarca.

Il protagonista s'ipotizza avere tra i 6-11 anni, che compie il 18 giugno. È figlio di Carol e l'impiegato più giovane della Bottega di Gar. K.O. è un ragazzino ottimista, leale e con l'obiettivo di aiutare chiunque ne abbia bisogno. Anche se alle volte può apparire inesperto, fa comunque di tutto per mettersi in gioco ed aiutare le persone a cui tiene. È facilmente attirato da qualsiasi cosa che possa apparire eroica ai suoi occhi.
- Enid (stagioni 1-3), voce originale di Mena Suvari (ep. pilota) e Ashly Burch, italiana di Eva Padoan.

Un'adolescente che lavora come cassiera presso la Bottega di Gar. È la più realista e responsabile del trio, ma ciò nonostante sembra non essere troppo disposta ad aiutare la gente, per questo tende a nascondersi gran parte del tempo dietro al suo bancone. È un'esperta in arti marziali ed usa il ninjitsu in battaglia per muoversi ed attaccare più facilmente.
- Radicles (stagioni 1-3), voce originale di Ian Jones-Quartey, italiana di Massimo Bitossi.

Un adolescente alieno proveniente dal Pianeta X, che lavora come scaffalista da Gar. Ha un carattere narcisista ed è sempre disposto a mostrare il suo potenziale tramite il minimo sforzo quando se ne presenta l'occasione. In realtà questo suo atteggiamento serve a nascondere una parte debole della sua personalità, in quanto si dimostra essere più sensibile di tutti gli altri. Spesso dimostra di essere incredibilmente stupido, tanto che in un episodio si dimentica come si scrive il suo nome. Il suo potere speciale è sparare laser dalle dita, che possono muovere o congelare i bersagli.
- Signor Gar (stagioni 1-3), voce originale di David Herman, italiana di Gianluca Cortesi e Fabio Gervasi.

Il proprietario del Lakewood Plaza ed il datore di lavoro di K.O., Enid e Rad, i quali mette sempre alla prova tramite delle missioni. Si dimostra serio e fiero del suo centro commerciale, che protegge assiduamente da eventuali attacchi esterni. È segretamente innamorato di Carol, la madre di K.O., e si sente in imbarazzo quando si trova a parlare con lei. Possiede una grande forza fisica e può distruggere i nemici anche solo facendo uso dei suoi gomiti.
- Carol (stagioni 1-3), voce originale di Kate Flannery, italiana di Ilaria Latini.

La madre single di K.O. e possiede un dojo all'interno del Plaza. È una donna forte ed ama immensamente suo figlio, dimostrandogli tutto il suo amore tramite utili consigli. È una buona amica del Signor Gar ed è al corrente dei sentimenti che egli prova per lei.

### Personaggi ricorrenti
- Dendy (stagioni 1-3), voce originale di Melissa Fahn, italiana di Benedetta Ponticelli.

Una kappa ed ha la stessa età di K.O., il quale è il suo migliore amico e probabile cotta. Durante le battaglie si affida esclusivamente alla tecnologia e, a causa della sua intelligenza, parla in maniera quasi robotica, soffre di problemi sociali e non capisce gli scherzi.
- Lord Boxman (stagioni 1-3), voce originale di Jim Cummings, italiana di Gerolamo Alchieri.

Il cattivo principale della prima stagione ed il fondatore e proprietario della Boxmore, una fabbrica di armi e robot che si trova di fronte al Lakewood Plaza. E' ossessionato dal voler distruggere il Plaza, in quanto lo vede come fonte primaria di "amicizia", considerata da lui come una debolezza ed un ostacolo ai suoi affari. Vede i robot da lui creati come suoi figli, ma ciò nonostante è sempre disposto a distruggerli qualora essi falliscano.
- Darrell (stagioni 1-3), voce originale di Ian Jones-Quartey, italiana di Emiliano Reggente.

Il "figlio" adolescente di Lord Boxman e si dimostra come il più stupido tra tutti i robot prodotti dalla Boxmore a causa della sua personalità infantile. Nel suo tempo libero ama colorare, giocare e indossare costumi. È sempre disposto ad obbedire al padre nonostante gli ordini bizzarri che gli vengono impartiti, anche dopo essere stato distrutto a causa dei suoi fallimenti.
- Shannon (stagioni 1-3), voce originale di Kari Wahlgren, italiana di Rachele Paolelli e Tatiana Dessi.

La "figlia" adolescente di Lord Boxman, molto viziata e vanitosa. È in grado di far fuoriuscire delle lame dalle sue braccia e dalle sue gambe. Si dimostra più capace ed avanzata di suo fratello Darrell, anche se come lui è disposta a sottomettersi agli ordini bizzarri del padre al fine di non deluderlo.
- Raymond (stagioni 1-3), voce originale di Robbie Daymond, italiana di Manuel Meli.

Il "figlio" adolescente di Lord Boxman, appariscente e arrogante. È molto atletico e ama tutti i tipi di sport. Quando entra in battaglia tiene una rosa in bocca e combatte con equipaggiamenti sportivi. Rispetto a Darrell e a Shannon è più potente ed improntato al combattimento. Nel suo tempo libero mostra uno spiccato interesse per le feste, durante le quali ama mettersi in mostra.
- Ernesto (stagioni 1-3), voce originale di Chris Niosi, italiana di David Vivanti.

Un robot scagnozzo di Lord Boxman costruito quasi esclusivamente per il lavoro da ufficio, per questo raramente lo si vede in battaglia e possiede meno potenziamenti di fronte agli altri tipi di robot.
- Jethro (stagioni 1-3), voce originale di David Herman, italiana di David Vivanti.

Un "robo-bambino" scagnozzo di Lord Boxman usato allo scopo di irritare gli eroi. E' lento nei movimenti e la sua natura è piuttosto semplice ed inconscia, per questo gli eroi non lo considerano una minaccia. È in grado di esprimersi solo attraverso la frase "Io sono Jethro".
- Mikayla (stagioni 1-3), voce originale di Melissa Fahn, italiana di Rachele Paolelli.

Un robot simile ad un gatto e per questo viene usato come "animale domestico" nella famiglia di Boxman. Possiede due personalità distinte a seconda della situazione: quando entra in battaglia è aggressiva ed assume atteggiamenti animaleschi, mentre nel suo tempo tempo libero è dolce e gentile, con il desiderio di essere più simile agli umani. Nonostante Mikayla si esprima tramite versi, gli altri robot sono in grado di capirla.

### Personaggi secondari
- Punching Judy, voce originale di Melissa Villaseñor, italiana di Patrizia Salerno.
- Ginger, voce originale di Mena Suvari (ep. pilota), Melissa Villaseñor e Carol Kane, italiana di Patrizia Salerno.
- Coleworth, voce originale di Cole Sanchez, italiana di Ivan Andreani.
- Joff, voce originale di James Urbaniak, italiana di Mirko Mazzanti.
- Red Action, voce originale di Kali Hawk, italiana di Patrizia Salerno.
- Shadowy Figure, voce originale di Steven Ogg, italiana di Andrea Lopez.
- Professor Venomous, voce originale di Steven Ogg, italiana di David Vivanti.
- Miss Quantum, voce originale di Mary Elizabeth McGlynn, italiana di Patrizia Salerno.
- Congresswoman, voce originale di Ashly Burch, italiana di Patrizia Salerno.
- Holo-Jane, voce originale di Lola Kirke, italiana di Barbara Pitotti.
- Professor Sunshine, voce originale di Melanie Chartoff, italiana di Francesca Rinaldi.
- Nell'episodio La festa dei mostri appaiono le ragazze mostro, studentesse della signora Grimwood, apparse nel film del 1988 Scooby-Doo e la scuola del brivido. Nel film Scooby-Doo, Shaggy Rogers e Scrappy-Doo fanno da coach alle ragazze, infatti i protagonisti vengono menzionati dalle ragazze nell'episodio. In una delle scene di flashback, i design delle ragazze ricordano quelli del film. Inoltre, le doppiatrici originali storiche di Sibella, Phantasma ed Elsa ritornano a doppiarle nell'episodio. Sibella, voce originale di Susan Blu, italiana di Sarah Nicolucci. Phantasma, voce originale di Russi Taylor, italiana di Sara Vitagliano. Elsa, voce di Pat Musick, italiana di Rachele Paolelli. Tanis, voce di Kristen Li. Winnie, voce di Natalie Palamides.

## Produzione

### Ideazione e sviluppo
Per promuovere OK K.O.! Let's Be Heroes, il responsabile Contenuti di Cartoon Network Rob Sorcher ha accennato più volte in un'intervista che sarebbe diventata una serie completa. Molti di quelli che sarebbero diventati gli artisti storyboard della serie, hanno fatto riferimento alla nuova serie su Twitter. Il 9 marzo, sul blog della PlayStation, Chris Waldron, vicepresidente dei prodotti videoludici e digitali di Cartoon Network, ha annunciato una serie di lavori, insieme ad un videogioco. La serie è stata presentata in anteprima da Cartoon Network il 1º agosto 2017. I primi 6 episodi sono stati pubblicati online il 13 giugno 2017.

### Stile e animazione
La serie è animata tradizionalmente in Corea del Sud da Digital e Mation e Sunmin Image Pictures. A differenza di molte serie animate, che vengono disegnati digitalmente e poi scansionati per la colorazione, OK K.O.! è disegnato a matita. Gli animatori disegnano a matita ogni miniatura su carta usando un tavolo luminoso, quindi le colorano digitalmente su uno strato sotto la linea trasparente, per mantenere la qualità del disegno a mano. Per Quartey, era importante che il pubblico "non dimenticasse mai che si tratta di disegni". Questo è stato in parte ispirato alla prima stagione de I Simpson, che aveva una qualità sciolta e ruvida nella sua animazione. Inoltre, il senso del design della serie è ispirato a Super Mario World 2: Yoshi's Island.